# Sterk Door Combinatie Putten
Lo Sterk Door Combinatie Putten, comunemente noto come SDC Putten, è una squadra di calcio olandese con sede a Putten.

## Storia
Il Putten fu fondato nel 1952. Attualmente partecipa alla Hofdklasse, non essendo riuscito a qualificarsi per la nuova terza serie olandese, la Topklasse.

## Stadio
Il Putten disputa le sue partite casalinghe allo stadio Sportpark Puttereng.

## Colori
I colori del Putten sono il bianco e il blu